# Dropout (mạng nơ-ron)
Dropout (Bỏ học) là một kỹ thuật chính quy được cấp bằng sáng chế cho Google để giảm học vẹt (overfitting) trong các mạng thần kinh bằng cách ngăn chặn các thích nghi chỉnh phức tạp của mạng trên dữ liệu đào tạo. Đó là một cách rất hiệu quả để thực hiện mô hình trung bình với các mạng thần kinh. Thuật ngữ "dropout" (bỏ học) dùng để chỉ các đơn vị bỏ học (ở cả lớp ẩn và nhìn thấy) trong mạng lưới thần kinh.